# Timolau de Larisa
Timolau (grec antic: Τιμόλαος, llatí: Timolaus) fou un escriptor grec nadiu de Larisa de Tessàlia, deixeble d'Anaxímenes de Làmpsac.
Va escriure una Ilíada en la qual cada línia d'Homer anava seguida d'una de les seves. Per exemple, segons que transcriu la Suïda:
- μῆνιν ἂειδε θεὰ Πηληϊάδεω Ἀχιλῆος
- ἣν ἔθετο Χρύσου κεχολώμενος εἵνεκα κούρης,
- οὐλομένην ἣ μύρἰ Ἀχαιοῖς ἄλγε᾽ ἔθηκε
- μαρναμένοις ὅτε Τρωσὶν ἄτερ πολέμιζον ἄνακτος,
- πολλὰς δ᾽ ἰφθίμους ψυχὰς Ἀΐδι προΐαψεν
- Ἓκτορος ἐν παλάμῃσι δαϊζομένων ὑπὸ δουρί.[1]